# Achill

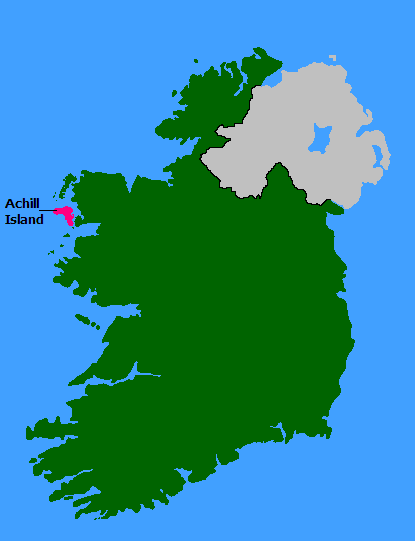
Localização de Achill.

Achill (pronúncia: ˈækəl, em irlandês:  Acaill, Oileán Acla) é uma ilha do condado de Mayo, República da Irlanda, com 26 km de comprimento por 12 de largura. É a segunda maior ilha da República da Irlanda depois da própria Irlanda. A actividade económica predominante é centrada nas pescas. Esta ilha é conhecida por ter um Cromeleque e o forte de pedra de Dun Aengus. E também denominada «Ilha da Águia».   
Slievemore é o ponto mais alto da ilha (672 metros). Está unida à Irlanda por uma ponte entre as vilas de Achill Sound e Achill, esta última situada em terra firme.

## História
Na ilha conservam-se restos megalíticos que datam de há cerca de 5000 anos. No século V chegaram os celtas, dedicados ao pastoreio. Na ilha estabeleceram-se monges pelo menos desde 450.
Heinrich Böll, escritor alemão, visitou a ilha e escreveu as suas experiências no seu livro Irisches Tagebuch.

## Economia
A economia da ilha depende do turismo, e hoje a agricultura tem menor importância, estando limitada pela própria lei da ilha: a criação de ovelhas teve historicamente mais importância, e mais ainda a pesca.

## Imagens

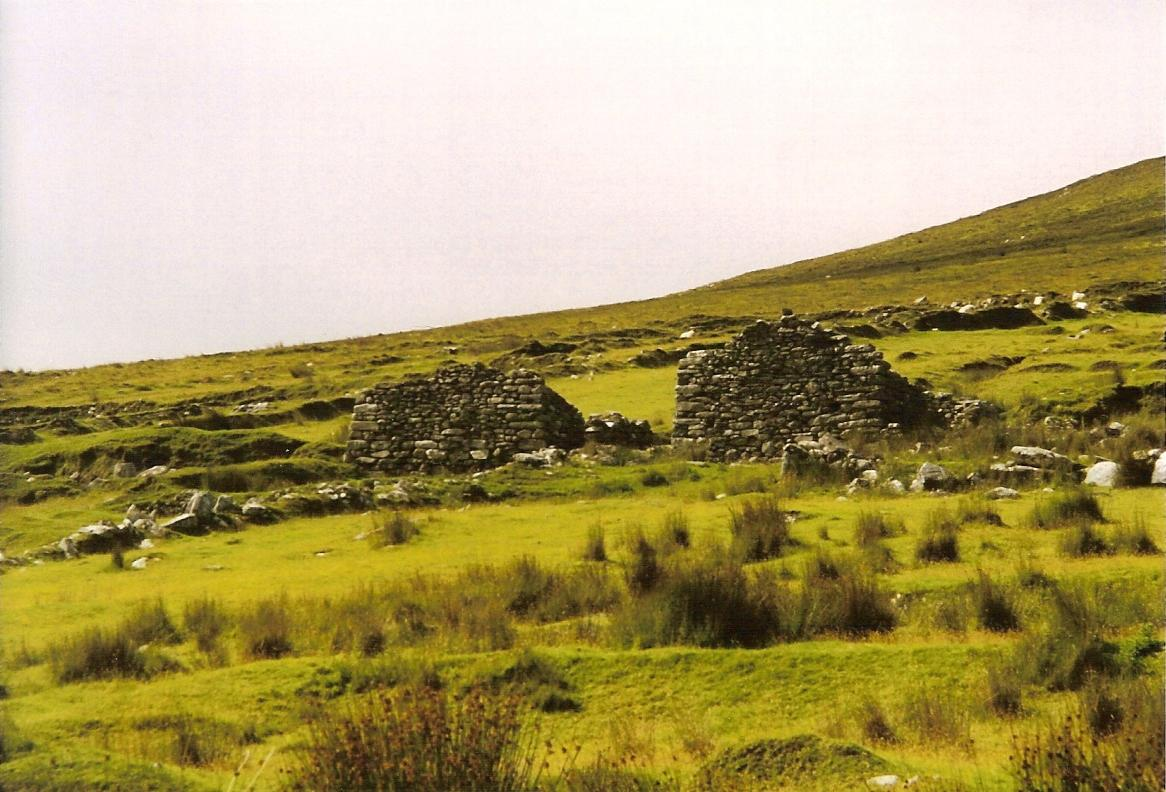
Silvermore
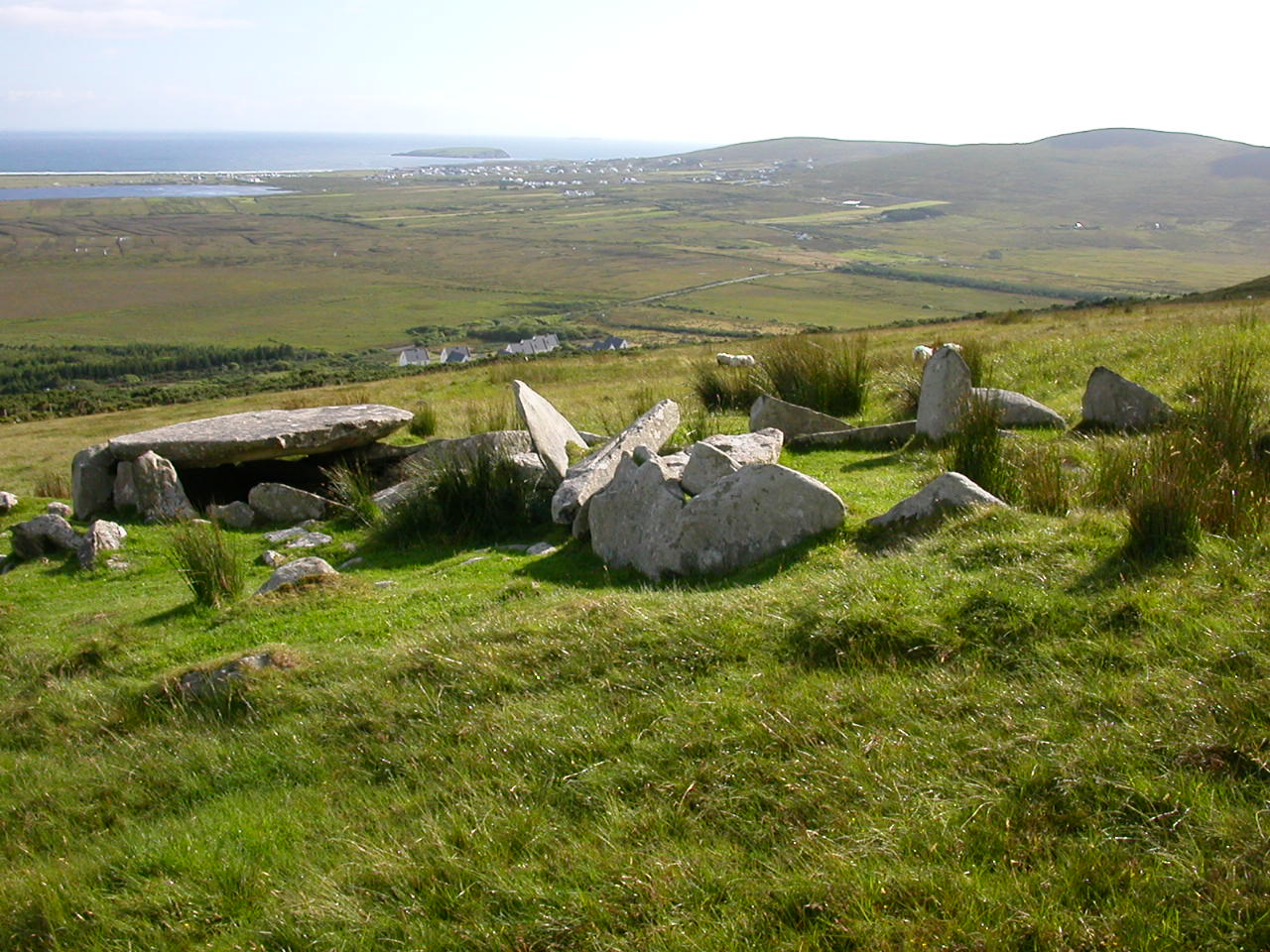
Túmulo em Achill
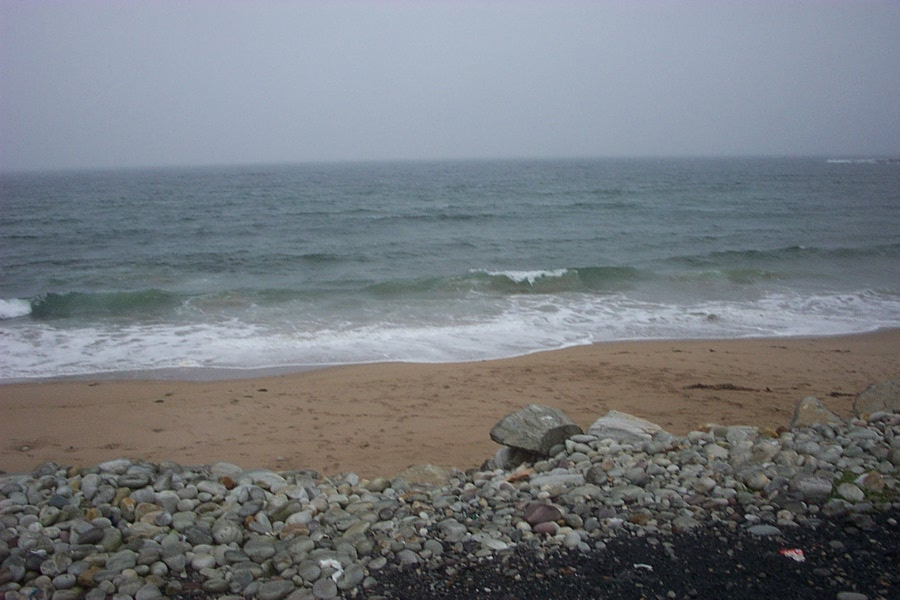
Keel
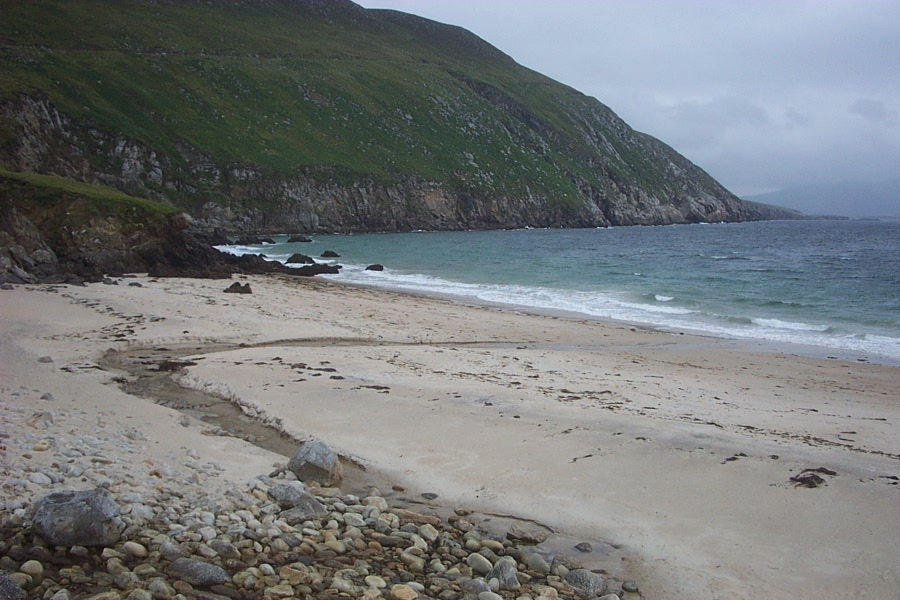
Keem Bay